# 被认为有害

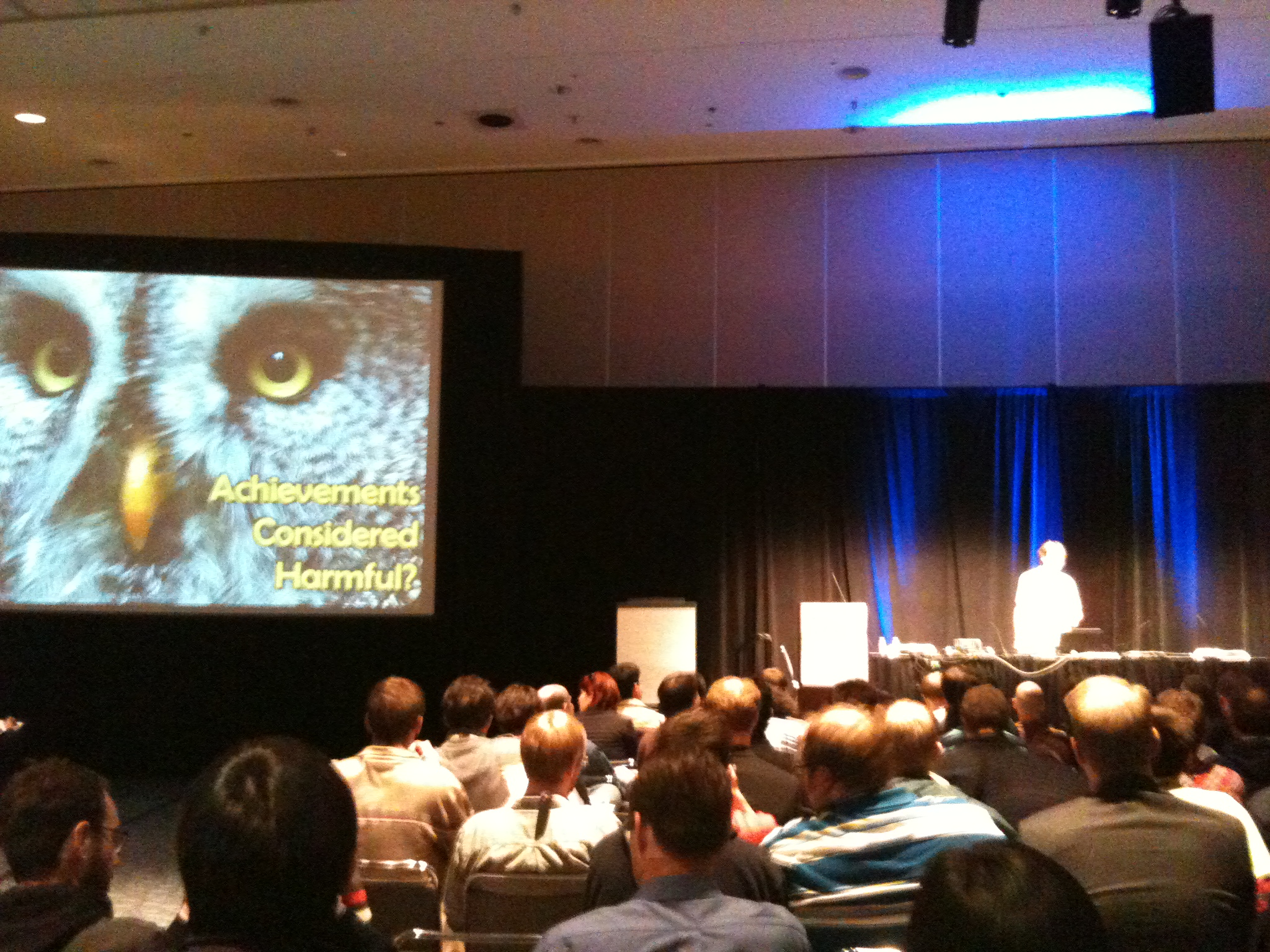
2010年游戏开发人员会议上一个题为“成就被认为有害？”的报告

「被认为有害」（英語：Considered Harmful）一词是至少65篇计算机科学及相关学科领域重要论文均在标题中使用的一个短语模板。其起源可以追溯到1968年艾兹赫尔·戴克斯特拉的文章《Go To语句被认为有害》（Go To Statement Considered Harmful）。

## 历史
“被认为有害”一词由艾兹赫尔·戴克斯特拉发表在1968年3月的ACM通讯（CACM）上的《Go To语句被认为有害》中首次出现，他在文章中批评了当时GOTO语句的过度使用，并提出用結構化替代。提交给ACM通讯的原标题实际上是《反对GOTO语句一例》（A Case Against the Goto Statement），但ACM通讯的编辑尼克劳斯·维尔特将标题修改为了前者。尼克劳斯·维尔特其实以新标题调侃了“後藤英一博士（其姓氏英文為Goto）高兴地抱怨他总是被淘汰。”
弗兰克·鲁宾随后于1987年3月的ACM通讯上发表了对此文章的评论，题为《〈Go To语句被认为有害〉被认为有害》（'GOTO Considered Harmful' Considered Harmful）。1987年5月ACM通讯又以《〈《Go To语句被认为有害》被认为有害〉被认为有害？》（'"GOTO Considered Harmful" Considered Harmful' Considered Harmful?）为标题刊载了更多正反双方的评论。戴克斯特拉本人则在题为《论一个有点令人失望的通讯》（On a Somewhat Disappointing Correspondence）中回应了相关争议。
实际上在《Go To语句被认为有害》一文发表前，“被认为有害”已经是记者常用的陈词滥调，例如早在1949年纽约时报就曾刊登过《仓促立法被认为有害》的头条。

## 参看
- 雪克隆（英语：Snowclone）